# 4-es busz (Budapest)
A budapesti 4-es jelzésű autóbusz a Deák Ferenc tér és a Gyöngyösi utca metróállomás között közlekedett. A vonalat a Budapesti Közlekedési Zrt. üzemeltette.

## Története
1926. szeptember 10-én indult el a 3-as buszjárathoz (a második budapesti, ezen belül az első budai viszonylathoz) kapcsolódó 3V jelzésű járat körforgalmi jelleggel a Krisztina tér – Mészáros utca – Pálya utca – Győző utca – Győri utca – Csörsz utca – Avar utca – Csend (Hegyalja) út – Mészáros utca – Krisztina tér útvonalon. (A „V” betűjelzés arra utalt, hogy a viszonylat létrehozásának egyik célja a Vöröskereszt kórház jobb megközelíthetőségének lehetővé tétele volt.) Mivel azonban ennek a viszonylatnak alig volt közös megállója a 3-as busszal, észszerű volt külön számmal való megjelölése, és 1926 végén át is számozták 4-essé. 1930-tól a 4-es busz már a Vörösmarty térről indult a Lánchídon és az Alagúton át a körforgalom bejárására.
1933-ban többször is módosult az útvonala, március 15-étől az Apponyi tér—Erzsébet híd—Hegyalja út—Csend utca—Győri út—Krisztina tér útvonalon járt, majd május 16-án pesti végállomása a Vörösmarty térre került vissza és újra a Lánchídon közlekedett. Augusztus 7-étől a Mészáros utca és az Aladár utcát érintette, december 20-án pedig lerövidítették a Csend utcáig. 1934. november 19-én a Károly Király laktanyáig hosszabbították a Budaörsi úton. 1935. április 24-én átkerült a budai végállomása a Lenke térre (ma Kosztolányi Dezső tér). 1936-ban már a Szent Imre herceg útig (ma Villányi út) járt, majd 1936. november 30-án a Clark Ádám tértől indult, így Pestre már nem ment át. 1936. december 7-étől a Ferenc József tér (ma Széchenyi István tér) és a Szent Imre herceg út között járt. 1937. szeptember 12-én mindkét végállomása módosult, a Vörösmarty tér és a Sashegyi út között járt.
1938. június 20-án a 4-es járatot összevonták az ekkor csak Pesten, a Fiumei úttól a Vörösmarty térig közlekedő 9-es viszonylattal. Ettől kezdve 4-es számmal nem közlekedett járat, hanem a Vörösmarty tér – Lánchíd – Wolf Károly utca közötti útvonal a Fiumei út felől érkező 9-es viszonylat folytatólagos budai szakaszává vált.
1949. november 21-én kelt újra életre a 4-es jelzés, ekkor a Déli pályaudvar és az Oktogon (később November 7. tér) között indították el. Még ugyanebben az évben, december 19-én a Kiss János altábornagy utcáig hosszabbították a Böszörményi úton. 1955. január 24-étől egy kört is megtett a Csörsz utca felé. Utashiány miatt ez a hosszabbítás 1956. január 22-én megszűnt. 1956. május 12-étől az újonnan átadott Lékai János (ma Apor Vilmos) téri végállomásig hosszabbították.
1957. szeptember 1-jén pesti végállomását a József nádor térre helyezték, Budán pedig a Szendrő utcáig hosszabbították. 1957. október 17-étől újra a November 7. térig (Jókai tér) járt. 1959. június 1-jétől a Szendrő utcától az Orbánhegyi út felé ment tovább, innen érve el a Lékai János teret.
1960. augusztus 1-jétől a 4-es busz a Gyöngyösi utca – Lehel utca – Andrássy út – Lánchíd – Lékai tér – Szendrő utca útvonalon közlekedett, a megszűnő 65-ös busz pótlása miatt. 1961. augusztus 7-étől 4A jelzésű betétjárat is járt a Gyöngyösi utca és a Lékai tér között. 1961. december 4-étől a Déli pályaudvar érintése nélkül, a Mészáros utcán jártak. A 4-es busz 1962. március 12-étől a Gyöngyösi utca és a Lékai tér között közlekedett, a 4A megszűnt. A kieső szakaszon a 2-es és a 2A buszok közlekedtek tovább.
1971. szeptember 1-jén indult a 104-es gyorsjárat a Gyöngyösi utca és a Lékai János tér között. 1977. január 1-jén a 104-es gyorsjárat viszonylatjelzése 4-esre módosult.
1981. május 4-én újraindult a 4A jelzésű betétjárat a Gyöngyösi utca és az Engels tér között.
1990. december 15-étől a 4-es busz a Deák Ferenc tér és a Gyöngyösi utca között közlekedett, míg betétjárata, a 4A busz megszűnt. A 4-es és a 4A buszok összevonásával az útvonal is lerövidült, illetve a kieső szakaszon továbbiakban a 105-ös busz közlekedett.
2003. május 22-étől a 4-es busz a Gyöngyösi utca felé érintette a Váci úti Tesco áruházat is, a Gyöngyösi utca érintése után a Váci út – Tesco – Balzsam utca – Göncöl utca – Gyöngyösi utca útvonalon közlekedett. Az autóbuszok a Deák Ferenc tér felé az áruházat nem érintették.
2007. szeptember 3-án összevonták a 4-es, a 4-es és a 105-ös járatokat, az új 105-ös az Apor Vilmos tér és a Gyöngyösi utca között közlekedik.

## Útvonala
| Gyöngyösi utca felé |
| Deák Ferenc tér vá. – Károly körút – Bajcsy-Zsilinszky út – Andrássy út – Hősök tere – Dózsa György út – Lehel utca – Béke tér – Béke utca – Fiastyúk utca – Násznagy utca – Gyöngyösi utca – Madarász Viktor utca – Babér utca – Váci út – Tesco belső út – Balzsam utca – Újpalotai út – Göncöl utca – Gyöngyösi utca – Madarász Viktor utca – Babér utca – Váci út – Gyöngyösi utca vá. |
| Deák Ferenc tér felé |
| Gyöngyösi utca vá. – Gyöngyösi utca – Násznagy utca – Fiastyúk utca – Béke utca – Béke tér – Lehel utca – Róbert Károly körút – Vágány utca – Dózsa György út – Hősök tere – Andrássy út – Bajcsy-Zsilinszky út – Károly körút – Deák Ferenc tér vá. |

## Megállóhelyei
| 0  | Deák Ferenc tér végállomás                                   | 22 | 9, 15, 16, 47-49V, 105, 149V |
| ∫  | Deák Ferenc tér                                              | 21 | 9, 15, 16, 47-49V, 105, 149V |
| 2  | Bajcsy-Zsilinszky út (↓) Andrássy út (↑)                     | 19 | 4                            |
| 3  | Opera                                                        | 18 | 70, 78                       |
| 4  | Oktogon                                                      | 17 | 4 , 6                        |
| 6  | Kodály körönd                                                | 15 |                              |
| 7  | Bajza utca                                                   | 14 |                              |
| 9  | Hősök tere                                                   | 13 | 4, 20, 30 72, 75, 79         |
| 11 | Szabolcs utca (↓) Dózsa György út (↑)                        | 11 | 4, 30 75, 79                 |
| 13 | Lehel utca                                                   | ∫  | 75, 79 14                    |
| ∫  | Vágány utca                                                  | 10 | 20, 30, 32 1, 1A             |
| 15 | Róbert Károly körút (↓) Róbert Károly körút (Lehel utca) (↑) | 9  | 4 1, 1A, 14                  |
| 16 | Béke tér                                                     | 7  | 4, 32 14                     |
| 17 | Frangepán utca (↓) Fáy utca (↑)                              | 6  | 14                           |
| 19 | Fiastyúk utca (↓) Béke utca (↑)                              | 4  | 4 14                         |
| 20 | Násznagy utca (↓) Fiastyúk utca (↑)                          | 3  | 4                            |
| 21 | József Attila tér (↓) Násznagy utca (↑)                      | 2  | 4                            |
| 22 | Tomori utca                                                  | 1  | 4, 120                       |
| 24 | Gyöngyösi utca                                               | ∫  | 4, Tesco                     |
| 27 | Tesco Váci út                                                | ∫  | Tesco                        |
| 28 | Szekszárdi utca                                              | ∫  | 120                          |
| 29 | Tomori utca                                                  | ∫  | 4, 120                       |
| 32 | Gyöngyösi utca végállomás                                    | 0  | 4, Tesco                     |